# Notaspidium papuanum
Notaspidium papuanum är en stekelart som beskrevs av Boucek 1988. Notaspidium papuanum ingår i släktet Notaspidium och familjen bredlårsteklar.
Artens utbredningsområde är Papua Nya Guinea. Inga underarter finns listade i Catalogue of Life.